# Parisia neocaledonica
Parisia neocaledonica är en bladmossart som beskrevs av Brotherus 1906. Parisia neocaledonica ingår i släktet Parisia och familjen Dicranaceae. Inga underarter finns listade i Catalogue of Life.